# Iota (Luisiana)
Iota es un pueblo ubicado en la parroquia de Acadia en el estado estadounidense de Luisiana. En el Censo de 2010 tenía una población de 1500 habitantes y una densidad poblacional de 456,03 personas por km².

## Geografía
Iota se encuentra ubicado en las coordenadas 30°19′34″N 92°29′44″O / 30.32611, -92.49556. Según la Oficina del Censo de los Estados Unidos, Iota tiene una superficie total de 3.29 km², de la cual 3.29 km² corresponden a tierra firme y (0%) 0 km² es agua.

## Demografía
Según el censo de 2010, había 1500 personas residiendo en Iota. La densidad de población era de 456,03 hab./km². De los 1500 habitantes, Iota estaba compuesto por el 91.47% blancos, el 6.4% eran afroamericanos, el 0.4% eran amerindios, el 0% eran asiáticos, el 0% eran isleños del Pacífico, el 0.53% eran de otras razas y el 1.2% pertenecían a dos o más razas. Del total de la población el 0.8% eran hispanos o latinos de cualquier raza.